# 聯合全面行動計畫談判進程

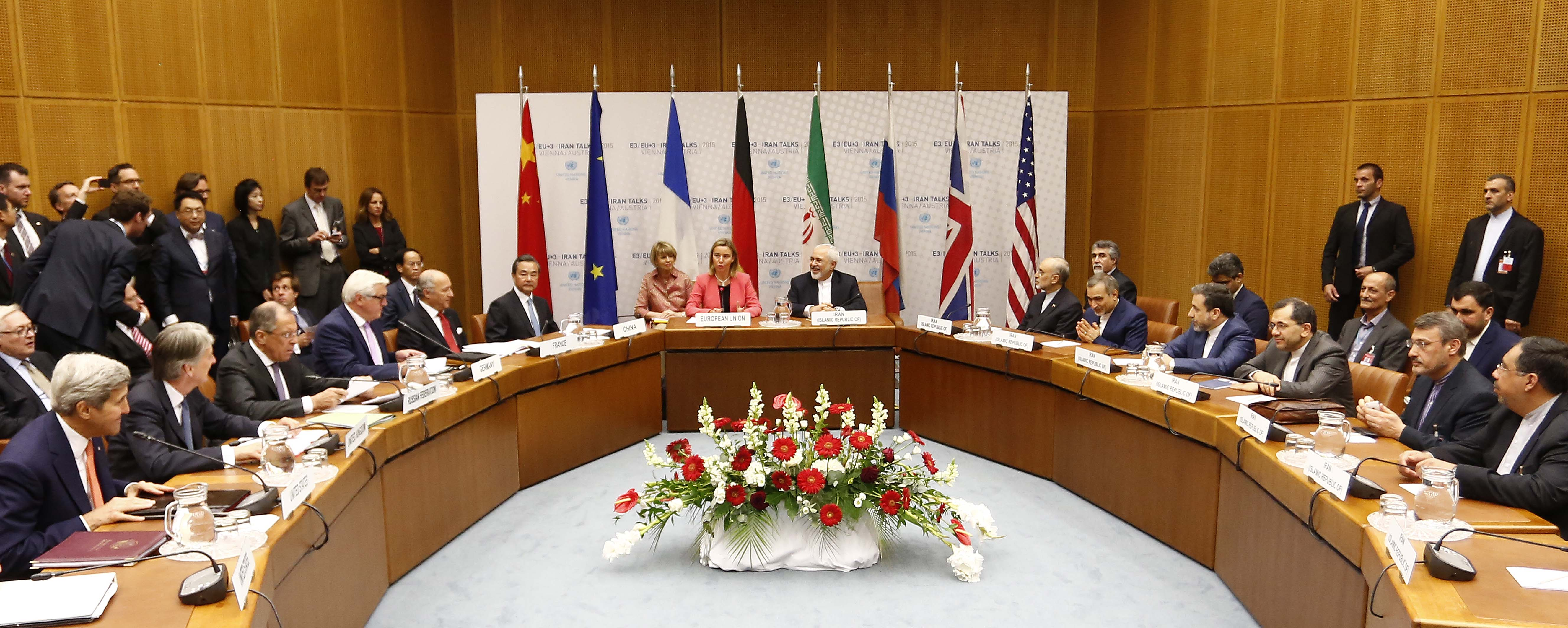
中國，法國，德國的外交事務的部長，英國，美國和欧洲联盟與伊朗核談判小組，2015年7月14日

《聯合全面行動計畫談判進程》是對伊朗核計劃達成全面的協議中的談判最後階段的話題。参與的國家為伊朗和「P5+1」（美國、俄羅斯、中國、法國、英國、德國、歐洲聯盟）。协议针对伊朗核问题。
關於「全面行动計劃」（波斯語：برنامه جامع اقدام مشترک），是仿照2013年11月24日「日內瓦就伊朗核計劃的臨時協議」的正式名稱。伊朗同意退回其核計劃的部分下，以換取緩解了一些制裁措施。臨時協議於2014年1月20日開始生效。後來雙方同意延長會談。第一延長最後期限設定為2014年11月24日，當它第二次過期，延長最後期限設定為2015年7月1日。

## 伊朗申報的核能設施列表
|  |

以下是伊朗核能設施部分列表（IAEA、NTI和其他來源）:
- Tehran Research Reactor（TRR） — small 5MWt research reactor
- 伊斯法罕，Uranium Conversion Facility（UCF）
- 纳坦兹，Fuel Enrichment Plant（FEP） — 用於生產濃縮鈾工廠
- 纳坦兹，Pilot Fuel Enrichment Plant（PFEP） — 濃縮鈾生產和研發中心
- 福爾道場燃料濃縮廠（FFEP） — 用於生產UF
6濃縮至高達20% 鈾-235
- 阿拉克，伊朗核能研究反應爐（IR-40反應爐） （正在建設中，無電力輸出）
- 布什爾核電廠（BNPP）

## 發展

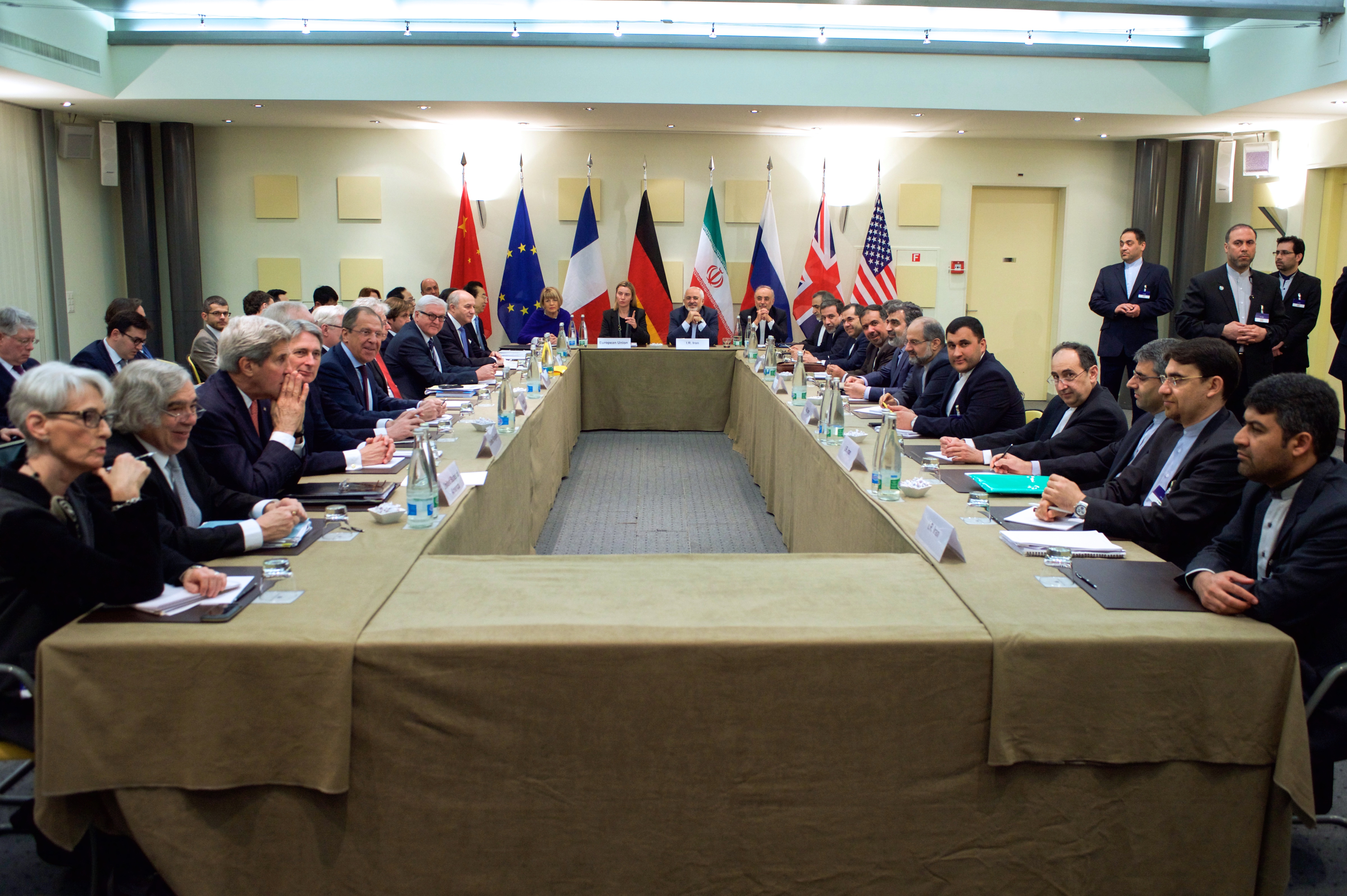
伊朗與其他6個P5+1的外交部官員（2015年3月30日，瑞士洛桑）

伊朗和P5+1之間的談判始於2006年，以確保伊朗不會發展核武器，以及確保伊朗依據不扩散核武器条约將核燃料用於民用目的。2014年，伊朗总统鲁哈尼声称美国在谈判过程中对伊朗新增加的制裁违法并反人道。新增制裁针对包括银行在内的30多个个人及公司
經過多輪談判，於2013年11月24日伊朗與P5+1在瑞士的日內瓦簽署《日內瓦臨時協議》，正式標題為「聯合全面行動計畫」。它包括部分的短期凍結伊朗的核能計劃，以換取減少對伊朗的經濟制裁，作為國家邁向長期協議的工作。 該協議的實施始於2014年1月20日。

## 談判

### 原先規劃的談判進程

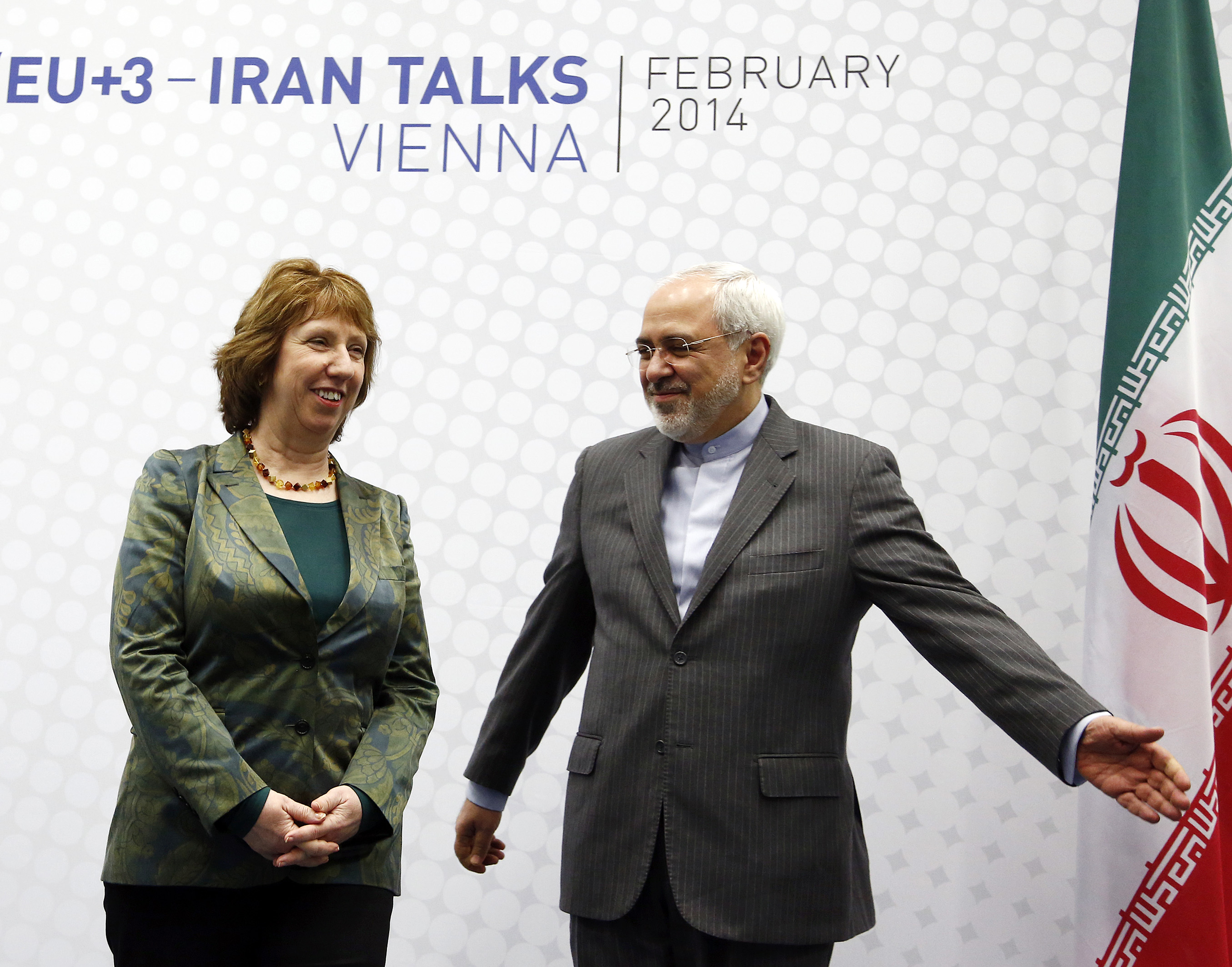
艾嘉蓮和穆罕默德·贾瓦德·扎里夫在最終新聞記者會的合影。

第一輪談判於2014年2月18日至20日在維也納聯合國中心舉行。根據艾嘉蓮和伊朗外交部長穆罕默德·贾瓦德·扎里夫的談論結果，達成一項聯合全面行動計畫的時間表和框架。
第二輪談判於2014年3月17日至20日共有六位國家外交官與艾嘉蓮和穆罕默德·贾瓦德·扎里夫再次於維也納舉行會議。並規劃在2014年7月份前舉行一系列的相關談判。
第三輪談判於2014年4月7日至9日舉行，歐盟外交和安全政策高級代表艾嘉蓮表示，各國與伊朗已經同意在維也納舉行新一輪的談判內容，先前就以德黑蘭有爭議的問題做實質性的問題討論。
第四輪談判於2014年5月13日至16日在維也納聯舉行，由伊朗外交部長穆罕默德·贾瓦德·扎里夫和美國政治事務次卿溫迪·謝爾曼的國家代表團舉行雙邊會談。
第五輪談判於2014年6月16日至20日在維也納舉行會議仍存在極大差異，談判各方於7月2日再次舉行會議。美國政治事務次卿溫迪·謝爾曼在會談後表示，尚未清楚伊朗的和平談判明確目的。[18]穆罕默德·贾瓦德·扎里夫表示，美國正在向伊朗提出無理要求，而導致美國必須做出最艱難的決定。
伊朗在先前的《日內瓦臨時協議》時，已同意將部分高達5％的濃縮鈾製作為濃縮的氧化物粉末。並根據国际原子能机构於第五輪談判後發布每月報告，濃縮鈾的處理尚未開始。
第六輪談判於2014年7月2日至20日會議在維也納舉行。P5+1的各國代表與伊朗外交部長穆罕默德·贾瓦德·扎里夫和歐盟外交及安全政策高級代表艾嘉蓮共同談判。

### 第一次延長談判進程

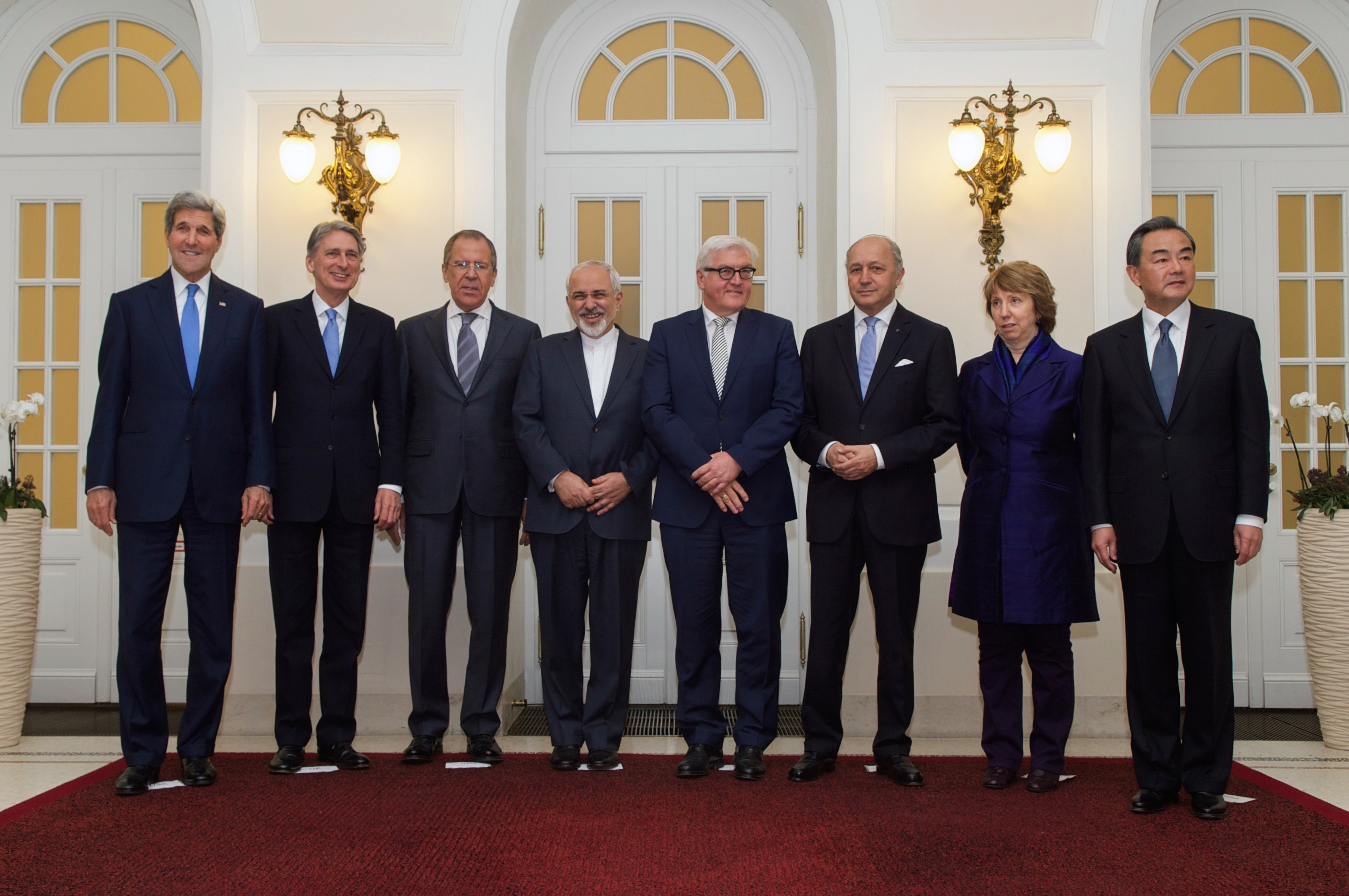
2014年11月24日P5+1的外交部官員和伊朗外交部長穆罕默德·贾瓦德·扎里夫於奧地利維也納的記者會合影。

第七輪談判於2014年9月19日在联合国大会再次舉行伊朗和P5+1各國代表的聯合全面行動計畫會議討論。此次一系列會談預計持續至2014年9月26日為止。
第八輪談判於2014年10月16日在維也納舉行伊朗和P5+1的多方會談。由伊朗外交部長穆罕默德·贾瓦德·扎里夫和歐盟外交及安全政策高級代表艾嘉蓮共同主持，與各方解決相關的分歧問題。穆罕默德·贾瓦德·扎里夫表示：「努力尋求解決伊朗核問題的方案，目前在外交上正處於最關鍵的談判階段。」
第九輪談判於2014年11月11日在阿曼的马斯喀特舉行，討論為期一個小時。此次會談中，P5+1與伊朗副外交部長阿巴斯·阿拉格齐及馬吉‧塔赫特-拉凡奇進行意見上的溝通交流。由前歐盟外交及安全政策高級代表艾嘉蓮擔任主席。
第十輪談判於2014年11月18日至24日在奧地利維也納舉行，伊朗外交部長穆罕默德·贾瓦德·扎里夫、歐盟代表艾嘉蓮和P5+1的外交部官員共同參與談判。

### 第二次延長談判進程
第十一輪談判於2014年12月17日舉行，伊朗與P5+1進行一天的協商談判。在美國談判小組或歐盟發言人的閉門會談後，沒有發表任何聲明。
第十二輪談判於2015年1月18日在日內瓦舉行，在先前的美國和伊朗為期四天的雙邊會談後，由伊朗和P5+1進行會議談判。
第十三輪談判於2015年2月22日在日內瓦舉行，由伊朗和P5+1及歐盟進行會議談判。

### 初步協議
2015年3月26日至4月2日在瑞士的洛桑舉行會議，由美國、英國、俄羅斯、德國、法國、中國、歐盟和伊朗的外交部長進行了一系列密集會談，並討論出聯合全面行動計畫的初步協議。

## 協商國的評論

### 伊朗
- 伊朗總統哈桑·鲁哈尼說：“伊朗是守諾言的國家，於維護國家利益前題下，任何在核問題談判許下的承諾，伊朗都會遵守。”[39]

### P5+1

#### 美國
- 美國總統贝拉克·奥巴马表示，已經達到與伊朗“歷史性和解”。[40]奧巴馬還表示，與伊朗達成一個很好的協議，在這筆談判中能完成美國的核心目標。[41]

## 非協商國的評論

### 以色列
- 以色列总统鲁文·里夫林不接受的框架協議，並聲稱此協議目前威脅到以色列。[42][43][44]

### 書籍
- 亨利·基辛格. . Penguin Group. 2014. ISBN 978-0-698-16572-4. （原始内容存档于2014-10-21）.
- Anthony H. Cordesman and Bryan Gold. . CSIS, Rowman & Littlefield. 2014. ISBN 978-1-4422-2793-4.

### 網頁
| - . 14 July 2015 [14 July 2015]. （原始内容存档于2017-10-26）. - Michael Doran. Hudson Institute. 9 July 2015 [10 July 2015]. （原始内容存档于11 July 2015）. - Bipartisan Group of American Diplomats, Legislators, and Experts. (PDF). Washington Institute for Near East Policy. 24 June 2015 [26 June 2015]. （原始内容存档 (PDF)于2016-03-04）. - . The Economist. 6 June 2015 [8 June 2015]. （原始内容存档于2017-12-07）. - Paul N. Schwartz. (PDF). 戰略與國際研究中心. 3 June 2014 [14 July 2015]. （原始内容存档 (PDF)于2015-07-14）. - Eldad J. Pardo. (PDF). Institute for Monitoring Peace and Cultural Tolerance in School Education. May 2015 [3 June 2015]. （原始内容 (PDF)存档于2015年6月21日）. - Lindsey Graham. Israel HaYom. 29 May 2015 [17 June 2015]. （原始内容存档于2016-03-04）. - Robert S. Wistrich. 耶路撒冷郵報. 25 April 2015 [23 May 2015]. （原始内容存档于2015-12-14）. - Akbar E. Torbat, Iran is Falling into a Nuclear Agreement Trap （页面存档备份，存于）, May 4, 2015. - William J. Broad & Sergio Pecanha. . 紐約時報. April 2015 [18 April 2015]. （原始内容存档于2017-10-13）. - . U.S. House Committee on Foreign Affairs, Chairman Ed Royce. 23 March 2015 [23 March 2015]. （原始内容存档于2015-09-05）. - (PDF). U.S. Senator Tom Cotton. 9 March 2015 [9 March 2015]. （原始内容存档 (PDF)于2015-09-23）. - Simon Henderson and Olli Heinonen. (PDF). Washington Institute for Near East Policy. March 2015 [19 March 2015]. （原始内容存档 (PDF)于2016-01-22）. - . C-SPAN. 30 January 2015 [17 February 2015]. （原始内容存档于2020-02-25）. - Michael Doran. (PDF). Hudson Institute. 3 December 2014 [19 February 2015]. （原始内容存档 (PDF)于2016-03-04）. - J. Matthew McInnis. . American Enterprise Institute. 18 November 2014 [21 November 2014]. （原始内容存档于2015-07-11）. - David Albright. (PDF). Institute for Science and International Security. 18 November 2014 [23 November 2014]. （原始内容存档 (PDF)于2016-03-06）. - (PDF). International Atomic Energy Agency. 7 November 2014 [7 November 2014]. （原始内容存档 (PDF)于2016-04-14）. - Olli Heinonen. (PDF). The Henry Jackson Society. November 2014 [9 November 2014]. （原始内容存档 (PDF)于2014-11-10）. | - Blaise Misztal. . Bipartisan Policy Center. 9 September 2014 [13 September 2014]. （原始内容存档于2014-09-14）. - (PDF). International Atomic Energy Agency. 5 September 2014 [5 September 2014]. （原始内容存档 (PDF)于2016-02-02）. - (PDF). Atlantic Council's South Asia Center. September 2014 [20 October 2014]. （原始内容 (PDF)存档于2016-03-05）. - Orde F. Kittrie, Christopher A. Bidwell; et al. (PDF). Federation of American Scientists. September 2014 [7 September 2014]. （原始内容存档 (PDF)于2016-03-17）. - David Albright, Olli Heinonen & Andrea Stricker. (PDF). Institute for Science and International Security. 22 July 2014 [18 August 2014]. （原始内容存档 (PDF)于2016-04-15）. - Einhorn, Robert. . Brookings Institution. 19 July 2014 [23 July 2014]. （原始内容存档于2014年7月24日）. - Charles S. Robb and Charles F. Wald. (PDF). Bipartisan Policy Center. 17 July 2014 [10 July 2015]. （原始内容存档 (PDF)于2015-07-11）. - . Nuclear Threat Initiative. July 2014 [5 September 2014]. （原始内容存档于2014-08-07）. - Graham Allison and Oren Setter. (PDF). Belfer Center for Science and International Affairs. June 2014 [7 September 2014]. （原始内容存档 (PDF)于2016-03-04）. - (PDF). Arms Control Association. June 2014 [12 September 2014]. （原始内容存档 (PDF)于2016-03-04）. - (PDF). International Atomic Energy Agency. 23 May 2014 [25 November 2014]. （原始内容存档 (PDF)于2016-03-04）. - David Albright and Bruno Tertrais. . The Wall Street Journal. 14 May 2014 [1 September 2014]. （原始内容存档于2014-10-10）. 参数\|newspaper=与模板{{cite web}}不匹配（建议改用{{cite news}}或\|website=） (帮助) - Gregory S. Jones. . National Review Online. 13 March 2014 [1 September 2014]. （原始内容存档于2016-03-04）. - Pete Hoekstra. (PDF). The Investigative Project on Terrorism. 4 March 2014 [4 February 2015]. （原始内容存档 (PDF)于2016-03-04）. - Anthony H. Cordesman. 戰略與國際研究中心. 17 January 2014 [12 September 2014]. （原始内容存档于2014-09-13）. - (PDF). Institute for Science and International Security. 15 January 2014 [13 October 2014]. （原始内容存档 (PDF)于2016-04-01）. - Anthony H. Cordesman and Bryan Gold. (PDF). 戰略與國際研究中心. January 2014 [31 October 2014]. （原始内容存档 (PDF)于2014-10-31）. - (PDF). European External Action Service. 24 November 2013 [18 October 2014]. （原始内容 (PDF)存档于2013-11-25）. |